# Đường sắt Đà Nẵng – Hội An (1905–1916)
Đường sắt Đà Nẵng – Hội An là một tuyến đường sắt kiểu Decouville nối Đà Nẵng với Hội An hoạt động từ năm 1905 đến 1916 để thay thế cho sông Cổ Cò bị vùi lấp . Tuyến đường sắt hoạt động được 11 năm thì ngừng hoạt động do bị bão cát vùi lấp làm hư đường tàu .

## Lịch sử

### Giai đoạn 1905 – 1916
Vào đầu thế kỷ 20, hoạt động giữa hai đô thị Đà Nẵng và Hội An vẫn còn chặt chẽ do đó đòi hỏi giao thông giữa hai khu vực. Tuy vậy sông Cổ Cò lại bị vùi lấp và gây khó khăn cho giao thông.
- Năm 1902, Dérobert, J. Fiard và các doanh nhân người Pháp khác đã đề nghị với chính quyền Đông Dương về một tuyến đường sắt kiểu Decouville nối Đà Nẵng với Hội An nếu phương pháp nạo vét sông Cổ Cò không thực hiện được.
- Giữa năm 1904, do không tìm ra ngân sách để nạo vét sông Cổ Cò, chính quyền đã cho khởi công xây dựng đường sắt kiểu Decouville giữa Đà Nẵng và Hội An.[1]
- Ngày 9 tháng 10 năm 1905, tuyến đường sắt Đà Nẵng – Hội An đã được đưa vào sử dụng, (Tên bằng tiếng Pháp: Tramway de l'Ilot de l'Observatoire à Faifoo). Đường sắt Đà Nẵng – Hội An có điểm đầu ở đảo Cô (cảng Tiên Sa ngày nay), chạy dọc theo hữu ngạn sông Hàn, qua Ngũ Hành Sơn và đến Hội An. Toàn tuyến có 6 nhà ga lần lượt là: Observatoire, Tiên Sa, Concession Guérin, Cổ Mân, Tourane – Mỹ Khê, Tourane – Fleuve. Một ngày tổ chức chạy ba chuyến tàu, trong đó hai chuyến buổi sáng và một chuyến buổi chiều.[1]
- Năm 1916, tình trạng bị gió cát vùi lấp khiến hoạt động của tuyến đường này ngày càng khó khăn và ít hiệu quả, sau đó là cơn bão năm Thìn (1916) đã khiến tuyến đường sắt bị tê liệt hoàn toàn. Trước các bất lợi trên, khâm sứ Trung Kỳ đã ban hành nghị định cho phép phát mãi các thiết bị còn lại của tuyến đường sắt này vào năm 1917.[2]
- Tuy nhiên, đoạn đường ray ở khu vực cảng Tiên Sa vẫn còn hoạt động và nó được nối với ga Đà Nẵng của tuyến Đường Sắt Bắc - Nam qua Cầu sắt Trịnh Minh Thế (nay là Cầu Trần Thị Lý) . Sau này tuyến được dỡ bỏ và ở cuối ga Đà Nẵng còn một đoạn đường sắt bị bỏ hoang và chôn vùi trong một con hẻm nhỏ thuộc Chợ Đêm Lê Duẩn.[3]

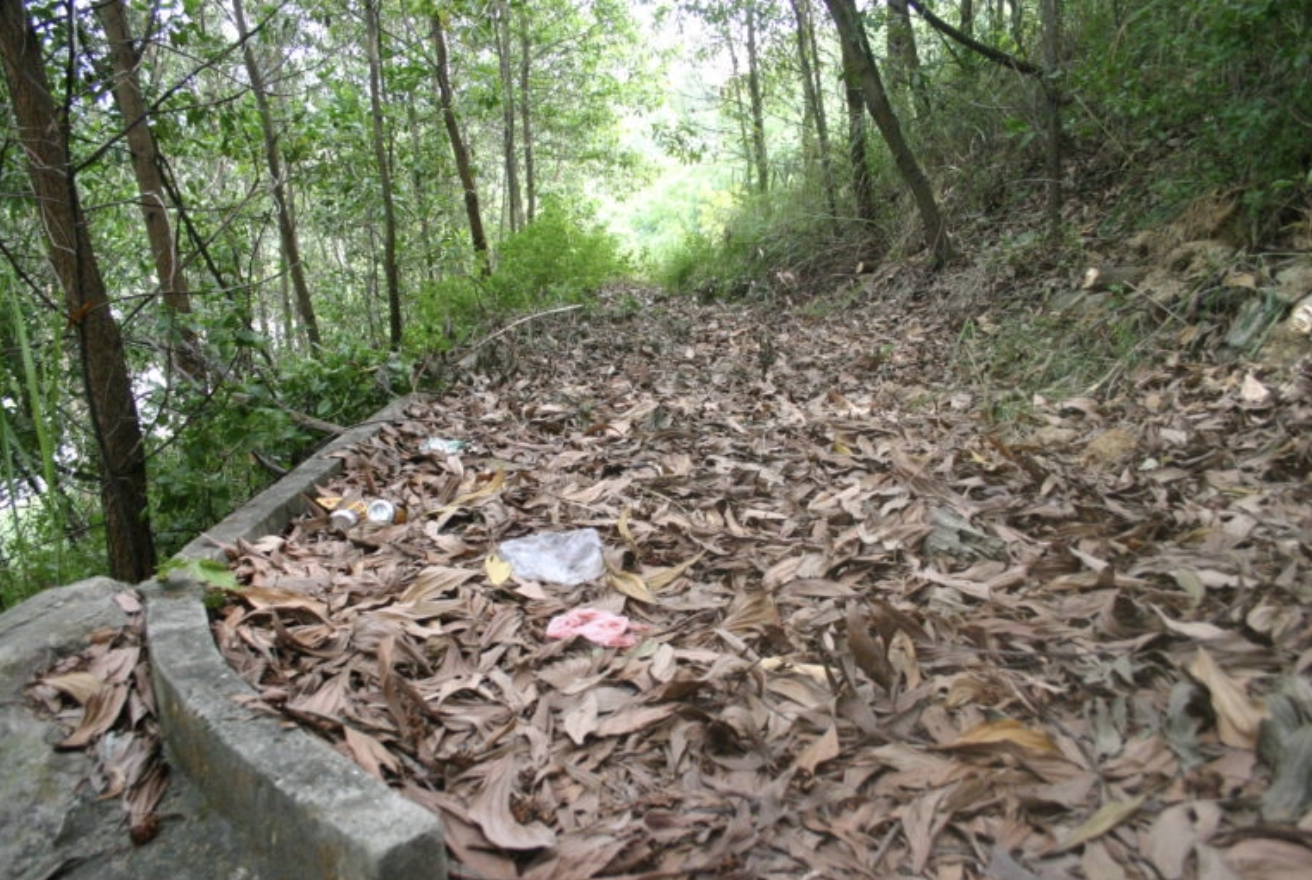
Dấu tích đường sắt cũ tại Đà Nẵng

- Dấu tích đường sắt cũ tại Đà NẵngVị trí của tuyến đường sắt ngày nay là Quốc lộ 14B và đường tỉnh 607 .

### Dự án tàu điện
Năm 2018, Sở Kế hoạch và Đầu tư Thành phố Đà Nẵng kêu gọi sự hợp tác từ trong nước và quốc tế với dự án tàu điện Đà Nẵng – Hội An với tổng mức đầu tư gần 15.000 tỷ đồng. Theo đề xuất, tuyến có tổng chiều dài là 33 km, kết nối sân bay quốc tế Đà Nẵng với trung tâm Hội An chạy dọc theo biển. Dự án có thời gian thực hiện từ năm 2019 đến năm 2024.